# Vaccin contre le paludisme
Un vaccin contre le paludisme est un vaccin utilisé pour prévenir le paludisme. En 2022, un vaccin, connu sous le nom de RTS,S (nom de marque Mosquirix), a été approuvé et est utilisé dans trois pays d'Afrique subsaharienne. Il nécessite quatre doses d'injections. Il est peu probable que ce vaccin soit utile aux voyageurs.

## RTS,S
Le RTS,S est utilisé chez les enfants âgés de 6 semaines à 17 mois dans les régions du monde où Plasmodium falciparum est fréquent. Il diminue le risque de paludisme de 24 à 43 % l'année qui suit l'administration de la troisième dose. Les effets secondaires courants incluent la fièvre, la nervosité et la douleur au site d'injection. Une convulsion fébrile survient chez environ 0,1 % des personnes vaccinées. Si la quatrième dose n'est pas administrée, on craint que les décès liés au paludisme puissent augmenter à nouveau.
Le RTS,S a reçu un avis positif du CHMP en 2015 et a été approuvé par l'Organisation mondiale de la santé (OMS) en 2021. Le prix n'a pas été décidé en 2021. GAVI fournit 160 millions de dollars entre 2022 et 2025 pour son déploiement. Le prix unitaire est estimé à neuf dollars en mars 2023.
À partir de janvier 2024, le Cameroun lance la vaccination gratuite de tous les enfants de six mois avec le vaccin RTS,S.

## R21/Matrix-M
Le vaccin contre le paludisme le plus efficace en 2021 est le R21/Matrix-M, avec 77 % dans les premiers essais. Il s'agit du premier vaccin à atteindre l'objectif de l'OMS d'une efficacité d'au moins 75 %,. Son coût est estimé à environ 3 $ la dose.
Le 13 avril 2023, le Ghana devient le premier pays à autoriser le vaccin R21/Matrix-M, pour les enfants de 5 à 36 mois. Les données d'une étude portant sur 5 000 enfants n'ont pas encore été publiées à cette date, mais ont été partagées avec certains gouvernement et seraient proches des études préalables.
Le 17 avril 2023, le Nigeria autorise le vaccin. Un essai de phase 4 y sera également mené.
Le 24 juillet 2023, le Burkina Faso autorise à son tour le vaccin.
Le 2 octobre 2023, l'Organisation mondiale de la santé approuve via son directeur général Tedros Adhanom Ghebreyesus l'utilisation du vaccin destiné aux enfants.